# ぱわふる☆チアーズ!!
『ぱわふる☆チアーズ!!』（Powerful☆Cheers!!）とは、小坂まりこの漫画作品。「ちゃお」2007年11月号（小学館）から同誌2008年1月号まで連載された。彼女にとっては初の連載作品だった。

## ストーリー
主人公、赤月沫里（あかつきまつり）は、幼なじみの天地のことが気になってしまった。偶然チアリーディング部の練習を目にした天地と沫里。そこには沫里とは正反対の小さくてかわいい女子がいた。その女子の名前は西松彩華（にしまつさいか）。一方、天地は彩華をベタ誉めする。彩華も天地に気があると悟った沫里は、ムキになりチアリーディング部の試験を受けるが彩華のダメだしで不合格になる。天地にユニフォーム姿をほめられた沫里は、彩華にもう一度試験を受けさせてくれるよう頼み、合格。しかし、沫里は彩華の土台ばかりやらされる。それでも彩華の熱心な努力と必死な練習を見て、チームワークの大切さを知り、土台も結構楽しいものだと気づく。
そして沫里は彩華からようやくチームのユニフォームを受け取り、チアリーディングの大会に出場することになる。意気揚々と天地に報告しようと思った沫里だが、天地と彩華が仲良く話をしているところに出くわしてしまう。トップの彩華の方が目立つため、土台の自分は彩華の引き立て役ではないかと思う沫里。大会でもそのことばかりを気にし、ジャンプをした彩華を受け損ね、彩華を怪我させてしまい・・・

## 登場人物
赤月沫里（あかつき まつり）
元気で明るい性格。運動神経抜群であり、タンブリング（床やマットの上で行う跳躍や回転などの運動。バック転など）が軽々できる。女らしいことは全くダメ。幼なじみの天地のことが秘かに気になる。天地には男と言われ、そのたびにケンカをしている。ひょんなことからチアリーディング部に入部する。ポジションは土台。
天地（てんち）
沫里の幼なじみでサッカー部エース。沫里がチア部に入部するきっかけを作った張本人。
西松彩華（にしまつ さいか）
チアリーディング部のキャプテン。小柄で可愛い外見とは裏腹に気が強い性格である。天地と沫里とでは態度が180度違う。天地に気がある。沫里に対する印象は、「品のない男みたいなガサツな人」。他人に厳しい性格だが、キャプテンであることを自覚し、自分にも厳しい。沫里を軽々引っ張るなど、小さい割に力持ちである。